# Myiopharus ancillus
Myiopharus ancillus là một loài ruồi trong họ Tachinidae.